# Cuba (film)
Cuba è un film del 1979, diretto da Richard Lester.

## Trama
Cuba, 1958, il Maggiore inglese Robert Dapes, giunge all'Avana, incaricato dal Governo di Fulgencio Batista di addestrare ed istruire i militari cubani in un momento in cui la Rivoluzione cubana sembra divenire una realtà e di conseguenza si rende necessario assumere dei mercenari per arginare l'avanzata ideologica e militare dei rivoluzionari di Fidel Castro.
Egli si rende ben presto conto sia della situazione politica del paese, soggetto a una fortissima corruzione, sia dell'impreparazione dell'esercito e di come la situazione si presenti disperata; opinione immediatamente avallata dal capitano Raphael Ramírez, un pragmatico militare che, oltre ad essere disilluso sulle qualità dei suoi superiori, mostra i segni di un basso morale, derivato dalla consapevolezza di una quasi certa sconfitta, tanto che il giorno dopo l'arrivo di Robert assiste a due attentati in pieno centro.
La sua vicenda si intreccia con quella di Alexandra, un'antica fiamma, conosciuta anni addietro in Africa, e ora infelicemente sposata con Juan Pulido, figlio debosciato di Don Jose Pulido, un ricco imprenditore che non nasconde la scarsa stima verso di lui, tanto da affidare la conduzione della sua fabbrica alla nuora, un tempo sua amante. Ella subisce il dubbio stile di vita del marito e mal sopporta i suoi tradimenti, in particolare la sua relazione con Therese Mederos, sua dipendente e per questo da lei licenziata, sorella di Julio, giovane instabile ed aggregato ai rivoluzionari.
I due, nello scenario drammatico che sta per esplodere, scoprono di essere ancora innamorati, mentre Juan prosegue la sua relazione con Therese ed a causa di questo Julio tenterà, senza riuscirvi, di ucciderlo, e Robert, intuendo quello che sta per succedere a Cuba, chiede ad Alexandra, poco prima che inizino gli scioperi che ben presto porteranno il paese prima al collasso ed alla paralisi e successivamente alla rivoluzione, di partire insieme a lui ricevendone tuttavia un rifiuto.
Nei giorni successivi Robert è oggetto di un attentato da parte di Julio, il quale tuttavia manca il bersaglio uccidendo Ramírez, ed il giorno dopo viene sequestrato insieme ad Alex e, mentre infuriano i combattimenti intorno alla città, portato al comando dei rivoluzionari che poco dopo vengono attaccati da un reparto corazzato del Generale Bello. Egli riesce a fuggire a bordo di un carro armato, maldestramente guidato da Larry Gutman, un affarista americano anche lui travolto dagli eventi, ed Alex scappa a sua volta a bordo di un'auto raggiungendolo.
Rientrati all'Avana, Robert accompagna a casa Alex, accolta da Juan con il quale ha un diverbio in merito al suo futuro, egli vorrebbe partire insieme a lei, ma Alex rifiuta ancora e, dopo che Robert si è recato in aeroporto, lei lo segue senza farsi scorgere solo per vederlo partire prima di fare rientro per sempre a casa e, mentre Robert si imbarca, Julio uccide Juan poco prima che Fidel Castro faccia il suo trionfale ingresso all'Avana.

## Edizione italiana
Il film è stato distribuito in Italia dalla United Artists nell'aprile 1980, con doppiaggio affidato alla SAS.